# Halacà
L'halacà (en hebreu: הלכה, halakhà, 'anar per la via recta', plural halakhot) designa el que es coneix com a 'Llei jueva', és a dir la institució judaica que reagrupa les sentències i prescripcions religioses amb la incorporació de les lleis talmúdiques i rabíniques, com costums i tradicions que regeixen la vida quotidiana dels jueus.
En no haver tingut els jueus una jerarquia unificada (des dels temps del Sanedrí) i uns jutges suprems, en la pràctica, les opinions dels diversos rabins fan que per seguir l'halacà el creient jueu s'adapti a les opinions d'uns rabins determinats.
Reflectint la diversitat entre les comunitats jueves del món hi ha certes diferències en l'halacà que s'hi aplica. Entre els jueus asquenazites el desacord sobre l'halacà i sobre si els jueus han de continuar seguint-la ha estat de gran importància en el sorgiment del judaisme reformista, el judaisme conservador i el judaisme reconstruccionista.
El judaisme ortodox no distingeix en les seves lleis entre la vida religiosa i l'aparentment vida no religiosa; la tradició religiosa jueva, no distingeix clarament entre les identitats religioses, nacionals, racials o ètniques.

## Orígens de l'halacà
El judaisme és anterior a la distinció entre els dominis quotidians religiosos i no religiosos, per tant l'halacà no guia només la vida ritual o les creences sinó també nombrosos aspectes de la vida quotidiana. Es fonamenta tant sobre el que s'ha adquirit de les generacions precedents com sobre els debats que presenten les generacions actuals. Els llibres a on es troben les regles de l'halacà són el Talmud, el Xulhan Arukh, el Mixné Torà de Maimònides, la Mixnà Berura i el Hayei Adam.

## L'halacà en el dret israelià
L'actual estat jueu d'Israel es fonamenta en alguns punts en l'halacà especialment pel que fa al dret israelià respecte al matrimoni i el divorci.

## Pecat
El judaisme veu la violació dels manaments de la mitsvà com un pecat. Aquest terme significa coses diferents pel que fa al cristianisme, ja que en aquest darrer és una ofensa contra Déu, el pecador perd la gràcia divina, i podria ser castigat a menys que hi hagi penediment. El judaisme té una visió més àmplia del concepte de pecat, ja que la violació de la mitsvà no implica sempre la moralitat, ja que tothom peca al llarg de la vida i Déu imparteix la justícia amb misericòrdia.
Els graus del pecat en el judaisme són:
- Peixa פֶּֽשַׁע — Pecat intencional en obert desafiament a Déu
- Avon עָווֹן — Per passió emoció incontrolable, sense desafiar Déu
- Het חֵטְא — Pecat sense intenció.